# Radio2 weekwatchers
Radio2 weekwatchers is een wekelijkse ontbijtshow op zaterdag van 8 tot 10 uur op de Vlaamse radiozender Radio 2. Het programma bestaat sinds 2014 en wordt gepresenteerd door Ruben Van Gucht.
Van 2020 tot 2021 heette het programma Wat een week en presenteerde Van Gucht het samen met Kim Debrie.

## Format
Elke week is er een centrale gast, de "weekwatcher", waarmee op een luchtige manier enkele zaken uit de actualiteit besproken worden.
Verder is er een huisband, die de optredende artiesten begeleidt, en die ook de actualiteit bezingt in zelfgemaakte nummers. De vaste zangers zijn Mathieu & Guillaume. Elke week is er een artiest te gast die enkele liedjes brengt.
Gasten die langskomen zijn Joeri Cortens (over de planten- of dierenwereld), een weerman of weervrouw (over het weer van de komende dagen) en een comedian (met grappen over de actualiteit en over de centrale gast).
De locatie van de uitzendingen varieert, en er is ook steeds publiek aanwezig. Het wordt ook tegelijk uitgezonden op de televisiezender VRT 1. Vanaf 11 januari 2025 wordt het uitgezonden op VRT Canvas.